# Miķeļi
Miķeļi je bil v stari Latviji praznik, ki je trajal tri dni, od 22. do 24. septembra, med t. i. »tednom železa« (dzelzs nedēļa). Praznik je bil posvečen bogovoma Miķelis-u in Jumis-u, sicer pa je potekal ob koncu žetvene sezone.
Prvi dan je potekal ritual lovljenja Jumisa. Jumis, katerega prispodoba je bil dvoglavi snop žita, se je skrival v zadnjem od nepožetih polj. Rezanje tega zadnjega snopa je bilo v počastitev Jumisa in je bilo mišljeno kot povabilo, da se vrne nazaj naslednjo pomlad. Ta zadnja stebla so bila zvezana s posebno nitjo in bila v skednju pospravljena ločeno od ostale žetve: trave so med zimo uporabljali za zdravljenje živine. Ob večernem rajanju se prvega dne jé kokošje meso.
Drugi dan je bil namenjen zabavi.
Tretji dan je bil namenjen trgovanju, bil pa je tudi edini dan, ko so moški lahko zasnubili svoje potencialne žene.